# Remo Mosa
Remo Mosa (Gadesco-Pieve Delmona, 12 dicembre 1930 – 28 febbraio 1995) è stato un bobbista italiano.

## Biografia
Atleta cremonese, vinse la medaglia d'argento ai Campionati europei di bob 1965 a Cortina d'Ampezzo in coppia con Enzo Pierini.
Fu riserva della Nazionale di bob dell'Italia ai Giochi olimpici invernali di Innsbruck 1964 e Grenoble 1968.
Ai Campionati italiani di bob vinse un bronzo con il bob a quattro nel 1969 e due bronzi con il bob a due nel 1967 e 1969.